# Dystrykt Grevenmacher
Dystrykt Grevenmacher (luks. Distrikt Gréiwemaacher, fr. District de Grevenmacher, niem. Distrikt Grevenmacher) – dawny dystrykt w Luksemburgu. Znajdował się we wschodniej części kraju. Istniał w latach 1843–2015.
W skład dystryktu wchodziły trzy kantony z następującymi gminami :
1. Echternach
  - Beaufort
  - Bech
  - Berdorf
  - Consdorf
  - Echternach
  - Mompach
  - Rosport
  - Waldbillig
2. Grevenmacher
  - Betzdorf
  - Biwer
  - Flaxweiler
  - Grevenmacher
  - Junglinster
  - Manternach
  - Mertert
  - Wormeldange
3. Remich
  - Bous
  - Burmerange
  - Dalheim
  - Lenningen
  - Mondorf-les-Bains
  - Remerschen
  - Remich
  - Stadtbredimus
  - Waldbredimus
  - Wellenstein